# Jack Kirby
Jack Kirby, właśc. Jacob Kurtzberg (ur. 28 sierpnia 1917 w Nowym Jorku, zm. 6 lutego 1994 w Thousand Oaks) – amerykański pisarz, redaktor i rysownik komiksów (od 1930 r.). W 1941 roku, wspólnie z pisarzem Joem Simonem, stworzył postać Kapitana Ameryki.
Po odbyciu służby wojskowej podczas II wojny światowej, Kirby wrócił do rysowania komiksów. Tworzył dla wielu wydawców, m.in. Archie Comics, DC Comics i Atlas Comics, znanego później pod nazwą Marvel Comics. Od 1960 roku, wraz z pisarzem i edytorem Stanem Lee, tworzył postacie dla Marvela, m.in. Fantastyczną Czwórkę, X-Mena, Iron Mana, Thora oraz Hulka. Pomimo wysokiej sprzedaży i uznania krytyków dla tworzonych przez nich tytułów Kirby uważał, że był traktowany niesprawiedliwie i opuścił firmę w 1970 roku, dołączając do rywala Marvela – wydawnictwa DC Comics. Kontynuował jednak współpracę z Joem Simonem.
Podczas pracy dla DC Comics Kirby stworzył sagę Czwarty świat oraz postać Darkseida do komiksów o Supermanie. Mimo popularności oba tytuły zostały wycofane. Kirby na krótko wrócił do Marvela, a w połowie 1970 roku rozpoczął działalność w animacji telewizyjnej i komiksach niezależnych. 
Osiągnięcia zawodowe przyniosły mu wielkie uznanie. Autor jest uważany przez historyków i fanów za jednego z najbardziej wpływowych i innowacyjnych twórców w historii komiksu.
W 1987 roku Kirby wraz z Carlem Barksem i Willem Eisnerem został jednym z trzech twórców uczczonych na inauguracji Will Eisner Comic Book Hall of Fame. W 2017 roku został pośmiertnie uhonorowany tytułem Legendy Disneya.

## Życie i kariera

### Wczesne lata (1917–1935)
Jack Kirby, a właściwie Jacob Kurtzberg, urodził się w sierpniu 1917 roku w Nowym Jorku. Jego rodzice, Rose i Benjamin Kurtzberg, byli austriackimi imigrantami pochodzenia żydowskiego. Ojciec zarabiał na życie jako robotnik w fabryce odzieży. Dorastający na Suffolk Street Jacob często angażował się w walki uliczne z innymi dziećmi. Wspominał później, że stały się one jego drugą naturą. W młodości pragnął zmienić sąsiedztwo. Poszukiwał miejsc, w których mógł dowiedzieć się więcej o sztuce. Był samoukiem, a wpływ na jego styl miały komiksowe historyjki Miltona Caniffa, Hala Fostera i Alexa Raymonda, jak również prace rysowników satyrycznych, m.in. C.H. Sykesa, „Ding” Darlinga czy Rollina Kirby'ego. Nie przyjęto go do Educational Alliance. Później wykorzystał swoje umiejętności, rysując karykatury dla gazety „Brotherhood of the Boys Republic”. Jako czternastolatek podjął naukę w Pratt Institute na Brooklynie, jednak po tygodniu z niej zrezygnował.

### Początki kariery w przemyśle komiksowym (1936–1940)
W 1936 roku Jacob Kurtzberg rozpoczął karierę zawodową, dołączając do Lincoln Newspaper Syndicate, gdzie pod pseudonimem Jack Curtiss tworzył krótkie komiksowe historie i humorystyczne rysunki. Pod koniec lat 30. XX wieku pracował jako inbetweener w wytwórni animacji Fleischer Studios.
Równolegle, z rozwojem amerykańskiego rynku komiksów, Kurtzberg zaczął tworzyć dla agencji Eisner & Iger. W tym okresie przyjął stały pseudonim Jack Kirby, rozważając także zmianę nazwiska z obawy przed antysemityzmem..
W 1940 roku Kirby przeprowadził się do Brooklynu, gdzie poznał swoją przyszłą żonę, Rosalind Goldstein. Kirby oświadczył się w jej osiemnaste urodziny.

### Współpraca z Joem Simonem (1941–1942)
Kirby przeniósł się do wydawcy komiksów i gazety wydawcy „Fox Feature Syndicate”. W tym czasie rozpoczął współpracę z rysownikiem i edytorem Foxa – Joem Simonem.
Po opuszczeniu „Fox Feature Syndicate” Simon i Kirby pod koniec 1940 roku stworzyli Kapitana Amerykę. Pierwszy numer komiksu z tym superbohaterem ukazał się na początku 1941 roku i sprzedał się w ciągu jednego dnia. Wielki sukces tytułu wyniósł zespół artystów na pozycję znaczących twórców w branży komiksowej.
Pomimo sukcesu Kapitana Ameryki Simon stwierdził, że wydawnictwo nie płaciło twórcom obiecanych procentów zysku, więc zaczął szukać pracy dla siebie i Kirby’ego w National Comics (nazwanego później DC Comics). Simon i Kirby uzgodnili w kontrakcie, że wydawnictwo zapłaci im 500 dolarów tygodniowo. Obawiając się, że wydawca Martin Goodman nie zapłaci im, jeśli dowie się, że przenieśli się do National Comics, utrzymywali transakcję w tajemnicy, pracując nadal dla firmy. W końcu pracownicy Timely Comics (w większości byli to krewni Goodmana) dowiedzieli się o sekrecie, więc Simon i Kirby opuścili wydawnictwo po zakończeniu prac nad komiksem o Kapitanie Ameryce.
Kirby i Simon spędzili swoje pierwsze tygodnie w National Comics, próbując wymyślić nowych bohaterów, podczas gdy spółka szukała sposobu, aby jak najlepiej wykorzystać parę artystów. Po kilku dniach pracy redaktor naczelny National Comics – Jack Liebowitz powiedział im, aby „po prostu robili to, co chcą”. Para twórców postanowiła przebudować postać Sandmana w Adventure Comics, w wyniku czego powstał nowy bohater – Manhunter. W lipcu 1942 roku zaczęli tworzyć postać dla nowej serii Boy Commandos, wydanej w tym samym roku. Sprzedano ponad milion egzemplarzy w ciągu miesiąca, dzięki czemu komiks stał się trzecim najlepiej sprzedającym się tytułem National Comics.

### Ślub i II wojna światowa (1943–1945)
Kirby ożenił się z Roz Goldstein 23 maja 1942 roku, w tym samym roku zmienił urzędowo imię i nazwisko z Jacob Kurtzberg na Jack Kirby.
Mając na uwadze możliwość powołania Simona i Kirby'ego do wojska, wydawca Liebowitz poprosił ich o przygotowanie zapasu komiksów.. Artyści, chcąc zapewnić ciągłość pracy, zorganizowali zespół pisarzy i kolorystów, tworząc w ciągu roku solidną pulę nowych historii. Kirby został wcielony do armii Stanów Zjednoczonych 7 czerwca 1943 roku. Podstawowe szkolenie odbył w Fort Stewart w Georgii, po czym został przydzielony do Kompanii F 11. pułku piechoty. 23 sierpnia 1944 roku wylądował na Plaży Omaha w Normandii, dwa i pół miesiąca po D-Day, choć Kirby wspomina przybycie do tego miejsca zaledwie 10 dni po tym wydarzeniu. Z uwagi na swoje umiejętności plastyczne, Kirby został skierowany na niebezpieczne misje zwiadowcze, podczas których miał za zadanie wstępnie penetrować zdobyte tereny i sporządzać szczegółowe mapy..
Kirby i jego żona regularnie kontaktowali się przez e-mail. Roz wysyłała do niego listy codziennie, w czasie gdy pracowała w sklepie z bielizną i mieszkała z matką. W trakcie zimowej kampanii 1944 roku Kirby doznał ciężkich odmrożeń dolnej kończyny, w wyniku czego został przetransportowany do szpitala w Londynie. Ze względu na rozległość obrażeń, lekarze rozważali amputację. Ostatecznie artysta odzyskał czucie w uszkodzonej kończynie.. W styczniu 1945 r. Kirby powrócił do Stanów Zjednoczonych i został skierowany do obozu wojskowego Camp Butner w Karolinie Północnej. Po zakończeniu służby, 20 lipca 1945 r., został zwolniony w stopniu strzelca. Otrzymał za swoją służbę odznakę piechoty oraz medal kampanii europejsko-afrykańsko-bliskowschodniej z brązową gwiazdą..

### Kariera powojenna (1946–1955)
Gdy Kirby wrócił z wojska, urodziła się jego pierwsza córka Susan (6 grudnia 1945 roku). Simon rozpoczął współpracę z Kirbym w Harvey Comics. W 1950 Simon i Kirby stworzyli takie tytuły jak przygody dziecięcego gangu – Boy Explorers Comics, western Boys Ranch i komiks o superbohaterze Stuntman, a dzięki modzie na filmy 3D powstał Captain 3-D. Duet, poza etatem, pracował dla Hillman Periodicals (komiks-kryminał Real Clue Crime) oraz Crestwood Publications (Justice Traps the Guilty).
Kirby i Simon odnieśli sukces w okresie powojennym, tworząc komiksy o tematyce romansowej. Simon zainspirował się romantycznymi powieściami wydawanymi przez Macfadden Publications. Podczas negocjacji z dyrektorem Crestwood – Maurice’em Rosenfeldem Simon poprosił o 50% zysków ze sprzedaży komiksu. Crestwood, wydawca Teddy Epstein i Mike Bleier zgodzili się, lecz postanowili, że twórcy nie dostaną żadnych pieniędzy z góry. Young Romance #1 (wrzesień/październik 1947) "stał się największym hitem roku Jacka i Joego”. Sprzedało się aż 92% nakładu pionierskiego tytułu, więc Crestwood postanowił zwiększyć go trzykrotnie. Pierwotnie publikowany jako dwumiesięcznik, Young Romance szybko stał się miesięcznikiem. Rozpoczęto również publikację spin-offu Young Love – obydwa tytuły sprzedawały się w dwóch milionach egzemplarzy na miesiąc. Po odniesionym sukcesie wśród wydawców zrodziły się dziesiątki naśladowców, między innymi Timely, Fawcett, Quality oraz Fox Feature Syndicate. Dzięki ogromnej popularności romansowych tytułów Simona i Kirby’ego sprzedawały się w milionach egzemplarzy na miesiąc, co pozwoliło Kirby’emu kupić dom dla rodziny w Mineola w stanie Nowy Jork.
Drugie dziecko Kirby’ego, Neal, narodziło się w maju 1948 roku, a trzecie, Barbara – w listopadzie 1952 roku. Z powodu powiększenia się rodziny Kirby pracował coraz ciężej, wspierany przez Simona, który zorganizował projekt, dający im 50 procent zysków ze sprzedaży komiksu. W tym samym czasie Atlas Comics (wcześniej Timely) planował wznowić wydawanie Kapitana Amerykę w nowym wydaniu od 1954 r. Simon i Kirby stworzyli więc Fighting American. Ten pierwszy wspominał: „Pomyśleliśmy, żeby im pokazać, jak zrobić prawdziwego Kapitana Amerykę”. Początkowo komiks przedstawiał bohatera jako antykomunistę, lecz w wyniku sporu amerykańskiej armii i senatora Josepha McCarthy'ego został przekształcony w satyrę.

### Po rozstaniu z Simonem (1956–1957)
Za namową wydawcy Crestwood Publications Simon i Kirby otworzyli własną firmę komiksową, Mainline Publications. Tytuły stworzone przez nią to: Bullseye: Western Scout, Foxhole, In Love i Police Trap. Po opublikowaniu komiksu na podstawie starego pomysłu wydawcy – In Love, Crestwood odmówiło zapłaty Simonowi i Kirby’emu. Po zapoznaniu się z dokumentacją finansową adwokat stwierdził, że spółka ma wobec artystów dług wysokości130 000 dolarów za ich pracę wykonaną przez 7 poprzednich lat. Crestwood wypłaciło po 10 000 dolarów artystom, twierdząc, iż jest to ostatnia zaległa wypłata, jednak partnerstwo między Kirbym i Simonem stało się bardzo napięte. Simon odszedł od komiksu do kariery w reklamie, a Kirby kontynuował swoją pracę nad kolejnymi tytułami. Odegrał on rolę w tworzeniu nowych dzieł dla Archie Comics – The Fly i The Double Life of Private Strong, a podczas ich tworzenia kontaktował się z Joem Simonem. Narysował również kilka krótkich historii dla Classics Illustrated.
Podczas współpracy z DC Comics, wcześniej znanego jako National Comics, Kirby rozpoczął kooperację z dwoma pisarzami – Dickiem i Dave’em Woodem nad kwartetem bohaterów bez super mocy, Challengers of the Unknown w Showcase #6 (luty 1957), przyczyniając się do rozwoju antologii takich jak House of Mystery. W ciągu trzydziestu miesięcy Kirby stworzył nieco ponad 600 stron dla DC, w których zawierało się 11 sześciostronnych historii Green Arrow w World’s Finest Comics oraz Adventure Comics, gdzie, co stanowiło rzadkość, Kirby namalował siebie. Przekształcił również łucznika – bohatera komiksu w postać science-fiction, odróżniając go od Batmana, czym zraził do siebie współtwórcę Green Arrowa – Morta Weisingera. Często rysował w tym okresie komiksowe historyjki Sky Masters of the Space Force pisane przez braci Woods i oryginalnie malowane przez Wally’ego Woodsa.
Kirby odszedł z National Comics ze względu na spory, w które był zaangażowany redaktor Jack Schiff, który uczestniczył w zawarciu umowy Kirby’ego na stworzenie Sky Masters. Schiff twierdził, że Kirby powinien wypłacać mu tantiemy. Udało mu się później skutecznie pozwać Kirby’ego. Niektórzy edytorzy DC krytykowali Kirby’ego z powodu detali, takich jak rysowanie „sznurowadła na butach kawalerzysty”, czy pokazanie rdzennego Amerykanina dosiadającego „swojego konia z niewłaściwej strony”.

### Marvel Comics w Srebrnej Erze (1958–1970)
Kirby wrócił do pracy ze Stanem Lee w 1950 roku, podczas przekształcenia spółki Atlas Comics (wcześniej Timely Comics) w nowe wydawnictwo – Marvel Comics. Kirby wciąż pracował nad Challengers of the Unknown dla DC Comics, ale równolegle poszukiwał pracy w innych wydawnictwach, jednak z niewielkim powodzeniem. Kontynuował pracę dla DC przy takich tytułach jak House of Mystery i House of Secrets, dlatego sporadycznie oddawał historie do Atlas Comics m.in. Lone Ranger than Black Rider i Fu Manchu stand-in Yellow Claw.
Kilka miesięcy później, po kłótni z DC, Kirby zaczął regularnie tworzyć dla Atlas Comics. Rysował od 12 do 14 godzin na dobę przy stole w domu, tworząc od ośmiu do dziesięciu stron komiksu dziennie. Jego pierwsza opublikowana praca w Atlas Comics to okładka I Discovered the Secret of the Flying Saucers w Strange Worlds #1 (grudzień 1958). Początkowo z Christopherem Rulem jako pomocnikiem, a później z Dickiem Ayersem, Kirby próbował rysować wszystkie gatunki komiksów, od tych romantycznych poprzez kryminały i westerny aż do komiksów wojennych, ale był przede wszystkim znany i ceniony za rysowanie postaci z nadprzyrodzonymi mocami i opowiadań science fiction w stylu Groot, The Thing from Planet X; Grottu, King of the Insects oraz Fin Fang Foom, oraz jako twórca takich serii jak Amazing Adventures, Strange Tales, Tales to Astonish, Tales of Suspense czy World of Fantasy. Jego dziwaczne, potężne, nieziemskie istoty okazały się hitem. Z Lee jako redaktorem naczelnym Kirby rozpoczął pracę nad komiksami o superbohaterach, rozpoczynając od stworzenia Fantastycznej Czwórki #1 (listopad 1961), która okazała się hitem rewolucyjnym dla całego przemysłu komiksowego.
Przez prawie dziesięć lat Kirby, pod warunkiem, że może pracować w domu, współtworzył ze Stanem Lee wiele postaci Marvela i projektował dla nich motywy wizualne. Na wniosek Lee, Kirby prowadził dla wielu początkujących artystów Marvela specjalne szkolenia w celu zapoznania ich z nowym wyglądem rysunków wydawnictwa. Artysta Gil Kane stwierdził:

"Jack był jedną z najbardziej wpływowych postaci w historii Marvela od czasu, gdy wrócił do firmy (...) Nie chodzi o to, że Jack wymyślił większość postaci, które są rysowane, ale (...) punkt widzenia Jacka i jego filozofia rysunku stały się filozofią całego wydawnictwa, a nawet została rozpowszechniona poza wydawnictwem (...) [Marvel uczynił] Jacka i jego styl jako przykład dla innych. Dla artystów (...) stał się ich ABC (...) Jack był jak Święte Pismo i każdy po prostu musiał iść za nim bez żadnych odchyleń. Tak mi mówiono (...) że  tak przekonywali wszystkich, aby zmienili swoje przeciwne punkty widzenia na jeden punkt widzenia mistrza."

Poza Fantastyczną Czwórką inne ważniejsze postacie stworzone przez Kirby’ego to: Thor, Hulk, Iron Man, oryginalni X-Men, Silver Surfer, Doctor Doom, Galactus, Uatu Watcher, Magneto, Ego Żyjąca Planeta, Inhumans i ich ukryte miasto Attilan czy Black Panther – pierwsza postać „znana jako czarny superbohater” i jego afrykański naród Wakanda. Kapitan Ameryka, stworzony przez Simona i Kirby’ego, został również wtedy przejęty przez Marvela.
W 1968 i 1969 roku Joe Simon był zaangażowany w spór z Marvel Comics dotyczący własności Kapitana Ameryki, zainicjowany przez Marvela po tym jak Simon zarejestrował odnowienie praw autorskich Kapitana Ameryki w swoim własnym imieniu. Według Simona Kirby wsparł spółkę w sporach w ramach kontraktu z Martinem Goodmanem, nie mając żadnych praw do postaci.
Kirby nadal rozwijał się i opracowywał nowe techniki rysunku takie jak metody przedstawienia pola energetycznego obecnie znane jako „Kirby Dots”. Mimo to artysta stawał się coraz bardziej sfrustrowany z powodu pracy w Marvel Comics. Powodów do niezadowolenia było kilka, w tym urazy za znaczne zwiększenie popularności medialnej Stana Lee, brak pełnej kontroli, gniew z powodu łamania obietnic przez wydawcę Martina Goodmana i frustracja wywołana brakiem uznania przez Marvela jego wkładu w tworzenie postaci. Kirby zaczął tworzyć szablony dla historii takich jak „Inhumans” w Amazing Adventures i opowieści grozy dla antologii zatytułowanej Chamber of Darkness, dzięki czemu otrzymał pełne uznanie. Ostatecznie opuścił firmę w 1970 roku i rozpoczął pracę dla konkurencyjnej firmy – DC Comics, w ramach której został dyrektorem redakcyjnym Carmine Infantino.

### DC Comics i saga Czwarty świat (1971–1975)
Kirby spędził prawie dwa lata negocjując kontrakt, aby przejść do DC Comics. Wrócił tam dopiero pod koniec 1970 roku, podpisując trzyletni kontrakt z opcją przedłużenia go na dwa dodatkowe lata. Zrealizował szereg wzajemnie powiązanych tytułów, będących częścią sagi „Czwarty świat”, w tym trylogię nowych tytułów: New Gods, Mister Miracle, The Forever People, jak również nowy tytuł Supermana – Superman’s Pal Jimmy Olsen. Kirby wybrał te komiksy, ponieważ seria pozostawała bez stabilnego kreatywnego zespołu i nie chciał nikomu płacić za pracę. Główny czarny charakter z serii Czwarty świat, Darkseid i niektóre z koncepcji „Czwartego świata”, pojawiły się w Jimmym Olsenie przed rozpoczęciem wydawania innych komiksów z serii, dając nowym tytułom większą ekspozycję dla potencjalnych nabywców.
Kirby później stworzył kilka postaci takich jak OMAC, Kamandi, The Demon, Dingbats Danger Street, Kobra, a wraz z byłym partnerem Joem Simonem, współpracując po raz ostatni, stworzył nowe wcielenie Sandmana.

### Powrót do Marvela (1976–1978)
Na Marvelcon '75 wiosną 1975 r. Stan Lee, używając panelu dyskusyjnego Fantastycznej Czwórki, poinformował, że Kirby wraca do Marvel Comics po opuszczeniu firmy w 5 lat wcześniej na rzecz pracy dla DC Comics. Lee napisał w swoim miesięczniku „Stan Lee Soapbox”: „Wspomniałem, że mam specjalny komunikat. Gdy zacząłem mówić o powrocie Jacka do wydawnictwa, publiczność całkowicie nie dowierzała, wszystkie głowy zaczęły się kręcić w koło, jakby Kirby miał przybiec i wejść do nas na podium. Można sobie wyobrazić, jakie to uczucie znów współpracować z twórcą większości największych bohaterów Marvela.”
Po powrocie do Marvela Kirby pracował nad serią Kapitana Ameryki nowym tytułem The Eternals, w którym rasa gigantów ,Celestials, stała się podstawowym elementem ciągłości Uniwersum Marvela. Inne kreacje Kirby’ego w tym okresie to Devil Dinosaur, Man Machine, i komiksowa adaptacja 2001: A Space Odyssey, a także nieudana próba zrobienia tego samego z serialem The Prisoner. Napisał i narysował także komiks Black Panther, oraz namalował wiele okładek.

### Film i animacja (1979–1980)
Kirby wciąż niezadowolony z traktowania przez Marvela, zaczął dorabiać na boku w animacji. W tej dziedzinie robił projekty takie jak Turbo Teen, Thundarr the Barbarian i inne animowane seriale telewizyjne. Pracował także nad kreskówką Fantastyczna Czwórka wspólnie ze scenarzystą Stanem Lee. Ilustrował adaptację filmu Walta Disneya – Czarna dziura do Walt Disney’s Treasury of Classic Tales - serii komiksów z 1979/80.
W 1979 roku Kirby stworzył koncepcję filmu dla producenta filmowego Barry’ego Gellera, który starał się nakręcić adaptację powieści Rogera Zelaznego Pan Światła, do której Geller wykupił prawa. Dzięki wspólnej wizji Geller pracował z Kirbym nad stworzeniem scenografii, która miała być wykorzystana jako plany architektoniczne dla parku rozrywki w Kolorado pod nazwą Science Fiction Land i na listopadowej konferencji prasowej z udziałem Kirby’ego ogłosił swój plan. Choć produkcja filmu nie doszedł do skutku, rysunki Kirby’ego były wykorzystywane przez CIA podczas operacji „Canadian caper”, w którym część członków ambasady USA w Teheranie starało się uniknąć schwytania w Iranie, uciekając z kraju, udając członków zespołu filomowego.

### Ostatnie lata i śmierć (1981–1994)
Na początku 1980 Pacific Comics, nowy wydawca komiksowy, podpisał z Kirbym umowę na stworzenie komiksu Captain Victory, Galactic Ranger oraz sześciu miniserii o nazwie Silver Star, które zostały zebrane w twardej okładce w 2007 roku. W połączeniu z podobnymi działaniami innych niezależnych wydawców komiksów jak Eclipse Comics, gdzie Kirby współtworzył komiks Destroyer Duck, który był satyryczną wizją dzieła Steve’a Gerbera – jednego z artystów Marvela, pomogło to zakończyć precedens odmawiania twórcom komiksów, nawet niezależnym, praw do bohaterów, których stworzyli.
Choć Kirby pracował dla Marvela, kontynuował współpracę z DC Comics od 1980 roku, gdyż postanowił ożywić sagę „Czwarty świat”, a w 1984 i 1985 stworzył miniserię Super Powers i w 1985 komiks The Hunger Dogs. W 1987 roku, z powodu dużego nacisku ze strony przemysłu komiksowego, Marvel odtworzył wiele kultowych prac Kirby’ego.
Kirby zachował prawa do bohaterów używanych przez Topps Comics (założonym w 1993 r.) do zestawu serii, który firma nazwała „Kirbyverse”. Tytuły te pochodzą głównie z projektów i koncepcji, które Kirby zachował w swoich notatkach. Niektóre z nich były początkowo przeznaczone dla Pacific Comics, a następnie licencję na nie otrzymało wydawnictwo Topps, które później wydało je jako „Jack Kirby’s Secret City Saga”.
Kirby zmarł 6 lutego 1994 r., w wieku 76 lat z powodu niewydolności serca w swoim domu w Thousand Oaks w stanie Kalifornia. Pochowany został na Pierce Brothers Valley Oaks Memorial Park, Westlake Village w Kalifornii.

### Potomkowie Kirby’ego
Córka Kirby’ego, Lisa Kirby, ogłosiła na początku 2006 r., że wraz ze scenarzystą Steve’em Robertsonem i artystą Mikiem Thibodeaux planuje opublikować, dzięki wydawnictwu Marvel Comics, sześciotomową limitowaną serię – Jack Kirby’s Galactic Bounty Hunters, w której pojawią się bohaterowie i koncepcje do komiksu Captain Victory stworzone przez jej ojca. Seria napisana przez Lisę Kirby, Robertsona, Thibodeaux i Richarda, a wykończona ołówkiem przez Jacka Kirby’ego i Thibodeaux publikowana była między wrześniem 2006 roku a styczniem 2007 r. Historie z serii zostały zebrane w twardej oprawie (ISBN 0-7851-2628-7) w 2007 r. oraz w miękkiej oprawie (ISBN 0-7851-2629-5) w następnym roku.
Marvel również pośmiertnie wydał „zaginione” historie duetu Kirby/Lee – Fantastic Four: The Lost Adventure (kwiecień 2008), złożone z niewykorzystanych prac Kirby’ego pierwotnie sporządzonych do Fantastic Four #108 (marzec 1971).
Potomkowie Kirby’ego złożyli wnioski do Walt Disney Pictures, 20th Century Fox, Universal Pictures, Paramount Pictures i Sony Pictures w celu odzyskania kontroli nad postaciami stworzonymi w okresie Srebrnego Wieku Marvela. Marvel zamierzał unieważnić te roszczenia, jednak w połowie marca 2010 roku dzieci autora złożyły wniosek, aby „pozwany Marvel zakończył wykorzystywanie praw autorskich i pozyskiwanie korzyści z komiksowych kreacji [Kirby’ego]”. W 2011 sąd orzekł na korzyść Marvela, a w sierpniu 2013 sąd apelacyjny podtrzymał wyrok. Dzieci Kirby'ego złożyły 21 marca 2014 roku petycję do Sądu Najwyższego Stanów Zjednoczonych aby ponownie rozpatrzyć sprawę, ale 26 września doszło do ugody i wniesiono o odrzucenie petycji.
Dynamite Entertainment opublikowało w 2011 roku Kirby: Genesis, miniserię, stworzoną przez pisarza Kurta Busieka i artystę Alexa Rossa, dzięki prawom do poszczególnych postaci Kirby’ego nadanym wcześniej Pacific Comics i Topps Comics.

## Spuścizna
„The New York Times”, w artykule napisanym ponad dziesięć lat po śmierci Kirby’ego, wspominał o nim:

Stworzył nowy język opowiadania i kinowy styl oddania ruchu. Niegdyś drewniani bohaterowie, skakali z jednej klatki do innej - lub nawet ze strony na stronę - grożąc wypadnięciem z papieru na uda czytelnika. Siła oddawanych ciosów była widoczna jaskrawo i eksplozyjnie. Nawet odpoczywając, postacie stworzone przez Kirby'ego pulsowały napięciem i energią sprawiając, że filmowe wersje bohaterów wydawały się statyczne w porównaniu z nimi.

Michael Chabon, w swojej przemowie po otrzymaniu Nagrody Pulitzera za powieść The Amazing Adventures of Kavalier & Clay, napisał: „Chcę potwierdzić głęboki dług, który zaciągnąłem, to i wszystko, co kiedykolwiek napisałem, zawdzięczam pracy Jacka Kirby’ego, Króla Komiksów”.
Kilka prac Kirby’ego jest w zestawie znaczków „Marvel Super Heroes” wydanym przez US Postal Service 27 lipca 2007 roku. Dziesięć znaczków przedstawia portrety poszczególnych postaci Marvela, a dziesięć przedstawia poszczególne okładki komiksów Marvela. Zgodnie z listą autorów wydrukowaną na odwrocie, prace Kirby’ego które pojawiły się na znaczkach to: Kapitan Ameryka, The Thing, Silver Surfer, The Amazing Spider-Man #1, The Incredible Hulk #1, Captain America #100, X-Men #1 i Fantastic Four #3.

## Nagrody i wyróżnienia
Jack Kirby w ciągu swojej kariery otrzymał wiele wyróżnień. W 1967 otrzymał Nagrodę Alley dla najlepszego artysty. W następnym roku był drugi za Jimem Steranko. Jego inne Nagrody Alley to:
- 1963: Najlepsze opowiadanie – The Human Torch Meets Captain America autorstwa Stana Lee i Jacka Kirby’ego, Strange Tales #114[70]
- 1964:[71]
  - Powieść – Kapitan Ameryka dołącza do... Avengers, autorstwa Stana Lee i Jacka Kirby'ego, z Avengers #4
  - Najlepsza nowa seria lub książka – Captain America, autorstwa Stana Lee i Jacka Kirby’ego, w Tales of Suspense
- 1965: Najlepsza krótka historia – The Origin of the Red Skull, Stana Lee i Jacka Kirby’ego, Tales of Suspense #66[72]
- 1966: Najlepsza praca profesjonalna, regularne historie krótkometrażowe – Tales of Asgard Stana Lee i Jacka Kirby’ego w The Mighty Thor[73]
- 1967: Najlepsza praca profesjonalna, regularne historie krótkometrażowe – (ex aequo) Tales of Asgard i Opowieści z Inhumans, Stana Lee i Jacka Kirby’ego w The Mighty Thor[71]
- 1968:[74]
  - Najlepsza praca profesjonalna, Najlepsze regularne historie krótkometrażowe – Opowieści z Inhumans, dla Stana Lee i Jacka Kirby’ego w The Mighty Thor
  - Najlepsza praca profesjonalna, Aleja Sław – Fantastyczna Czwórka, dla Stana Lee i Jacka Kirby’ego, Nick Fury, Agent SHIELD, Jim Steranko

Kirby otrzymał Nagrodę Shazam za szczególne osiągnięcia przez jednostkę w 1971 roku za sagę „Czwarty świat”: Forever People, New Gods, Mister Miracle i Superman's Pal Jimmy Olsen. Został wpisany do Alei Sław Nagrody Shazam w 1975 roku. W roku 1987 został jako pierwszy wpisany do Alei Gwiazd Will Eisner Comic Book. W 1993 roku otrzymał Nagrodę Humanitarną Boba Clampetta podczas rozdania Nagród Eisnera.
Jego praca została uhonorowana pośmiertnie w 1998 r. Zbiór jego materiału Nowi Bogowie Jacka Kirby’ego edytowany przez Boba Kahana zdobył Nagrodę Harvey za Najlepszy Krajowy Projekt Re-drukowy i Nagrodę Eisnera za Najlepszą Archiwalną Kolekcję/Projekt.
Nagroda Jacka Kirby’ego i Aleja Sław Jacka Kirby’ego zostały nazwane na jego cześć. W 2017 został pośmiertnie nagrodzony Nagrodą Bill'ego Fingera.
Wraz z Willem Eisnerem, Robertem Crumbem, Harveyem Kurtzmanem, Garym Panterem i Chrisem Warem, Kirby był jednym z artystów uhonorowanych na wystawie „Mistrzowie Amerykańskiego Komiksu” w Muzeum Żydowskim w Nowym Jorku od 16 września 2006 do 28 stycznia 2007. 
14 lipca 2017 roku, Kirby został pośmiertnie uhonorowany tytułem Legendy Disneya.
Odkryta w 2001 roku asteroida 51985 Kirby została nazwana na jego cześć, podobnie jak krater na Merkurym, znajdujący się w pobliżu bieguna północnego planety.